# Крис Караба
Кристофер Ендру „Ендер“ Караба (енгл. Christopher Andrew „Ender“ Carrabba; рођен 10. априла 1975) је амерички певач и текстописац бенда Dashboard Confessional, раније познат као певач бенда Further Seems Forever.

## Кратка биографија
- Почео да свира гитару са 15 година
- Пише скоро све текстове
- Новине су објавиле да се оженио крајем 2003. године али он ту информацију никад није потврдио.
- Има трему пред сваки наступ и након више од 10 година
- Заштитни знак су му тетоваже на рукама, од рамена до зглобова.

## Дискографија са бендом
| Година      | Назив              | Позиција | Позиција | Позиција | Позиција | Позиција | Позиција | Тираж             |
| Година      | Назив              | US       | Heat     | Indep    | Inter    | CAN      | AUS      | Тираж             |
| ----------- | ------------------ | -------- | -------- | -------- | -------- | -------- | -------- | ----------------- |
| 2000.       |                    | –        | 39       | –        | –        | –        | –        | –                 |
| 2001.       |                    | 108      | 1        | 5        | –        | –        | –        | златни            |
| 2002.       |                    | 111      | 1        | 1        | 126      | –        | –        | платинасти        |
| 2003.       |                    | 2        | –        | –        | –        | –        | 61       | златни            |
| 2006.       |                    | 2        | –        | –        | 2        | 6        | 22       | златни            |
| 2007.       |                    | –        | –        | –        | –        | –        | –        | –                 |
| 2007.       |                    | 18       | –        | 1        | –        | –        | 83       | 200,000 примерака |
| јесен 2008. | назив још непознат | –        | –        | –        | –        | –        | –        | –                 |